# Speed date

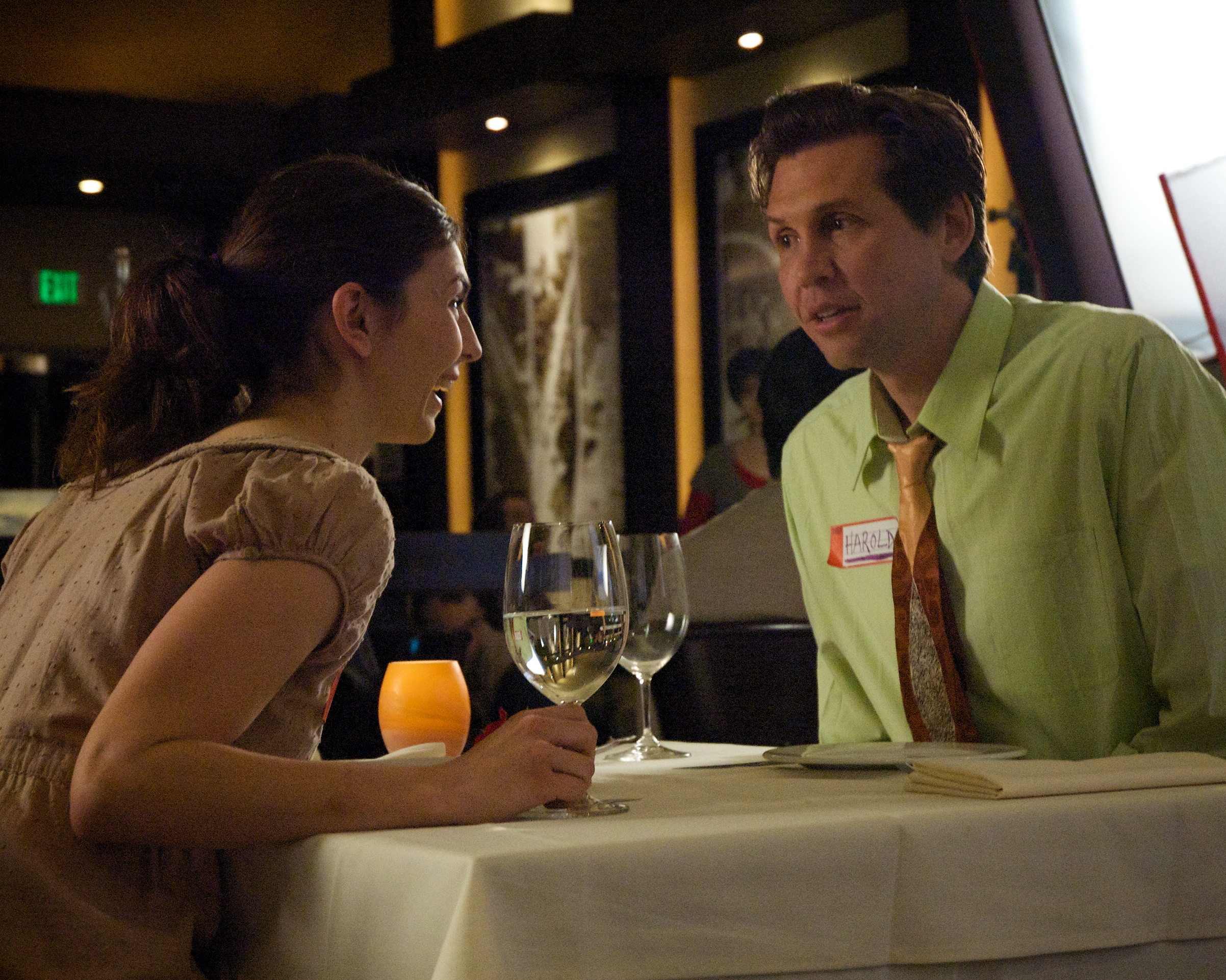
Due persone impegnate in uno speed date

Lo speed date è un tipo di evento ideato per facilitare la conoscenza di nuove persone e potenziali partner, inventato negli anni novanta del XX secolo negli Stati Uniti. Le origini di questa pratica vengono fatte risalire al rabbino Yaacov Deyo dell'Aish HaTorah, che la usava per far conoscere (e sposare) gli ebrei celibi di Los Angeles.

## Storia
Il primo incontro "ufficiale" di speed date avvenne al Pete's Cafè di Beverly Hills nel 1998 e poco dopo una serie di agenzie cominciò ad organizzare degli incontri in tutti gli Stati Uniti d'America. Già nel 2000 l'iniziativa poteva dirsi coronata dal successo: lo speed date era già conosciuto in tutti gli Stati Uniti, dove era considerato la nuova moda del momento. L'essere rappresentato in alcuni film e telefilm di successo come L'amore è eterno finché dura e Sex and the City contribuì ad aumentarne notevolmente la popolarità.

## Descrizione
Viene organizzato in un luogo apposito, spesso con un numero di iscrizioni chiuso e proporzionato.
I partecipanti sono fatti sedere uno di fronte all'altro in una fila di tavoli, e iniziano a parlare per cercare di conoscere e farsi conoscere in un limite di tempo prestabilito, che tipicamente si aggira intorno ai 200 secondi.
Negli speed date rivolti a un pubblico eterosessuale gli uomini sono disposti in una fila e le donne in quella opposta. Le regole ed i cambi vengono dettati da uno speaker o moderatore.
Scaduto il tempo, uno dei due si alza per accomodarsi al posto accanto, in rotazione ("round-robin"), e così via.
In uno speed date destinato a un pubblico LGBT+, però, le regole sono diverse: alcuni speed date quindi hanno realizzato una particolare combinazione di incroci tale per cui chiunque incontri il genere al quale è interessato. A inizio serata a ogni partecipante è consegnata una scheda di gradimento, simile a quella comunemente usata negli speed date etero, sulla quale sono stampate precise indicazioni per fare in modo che, al termine della serata, ognuno abbia potuto conoscere i partecipanti che preferiva.
Una volta terminata la serata, ogni partecipante indica sulla propria scheda quelli più graditi: lo staff raccoglierà le schede e verificherà quali incontri hanno avuto reciproco gradimento tra i partecipanti. Se un incontro ha funzionato (e quindi il "SÌ" è reciproco) solitamente sarà inviata entro 24 ore una mail o un sms alle persone interessate indicando i recapiti ed i nomi delle persone con le quali è scoccata la scintilla.